# Agrotis andinicola
Agrotis andinicola är en fjärilsart som beskrevs av Köhler 1979. Agrotis andinicola ingår i släktet Agrotis och familjen nattflyn. Inga underarter finns listade i Catalogue of Life.